# Wilhelm Lueg (Montanindustrieller)

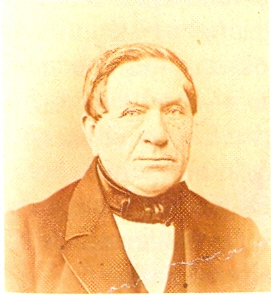
Hermann Wilhelm Lueg: Der Gründer Eisenheims

Hermann Wilhelm Lueg [luːk] (* 19. September 1792 in Wellinghofen; † 19. März 1864 in Karlsruhe) war Hüttendirektor der St.-Antony-Hütte und erster angestellter Manager des späteren Gutehoffnungshütte-Konzerns (GHH).

## Leben
Der Sohn eines Bauern wurde nach der Ausbildung am Soester Lehrerseminar zunächst als Hauslehrer bei dem Hüttendirektor Gottlob Jacobi eingestellt. Dort begann er sich bald für die Eisenerzeugung zu interessieren und reiste 1815 im Auftrag Jacobis in die Aachener und Lütticher Bergbauregion, um dort seine diesbezüglichen Kenntnisse zu erweitern. Zwei Jahre später setzte Jacobi ihn als Hüttenverwalter auf St. Antony ein. 1819 heiratete Lueg Sophie Haniel (1798–1884), eine Nichte von Franz und Gerhard Haniel. Beide Haniel-Brüder waren wiederum Geschäftspartner Jacobis, die zusammen mit Heinrich Arnold Huyssen die Hüttengewerkschaft und Handlung Jacobi, Haniel & Huyssen (JHH) besaßen, aus der später die Gutehoffnungshütte (GHH) hervorging.
Nach Jacobis plötzlichem Tod 1823 wurde Lueg als erster angestellter Manager geschäftsführender Direktor der JHH und hatte in dieser Funktion maßgeblichen Anteil an deren Aufstieg zum Großunternehmen. Verdienste erwarb er sich außerdem durch seine Tätigkeit als Gründer und Vorsitzender im Zollvereinsländischen Eisenhütten- und Bergwerksverein sowie im Bereich der betrieblichen Sozialpolitik, etwa durch die Gründung von Unterstützungskassen für die Belegschaft sowie den Bau von Werkssiedlungen, darunter die Siedlung Eisenheim.

## Tod

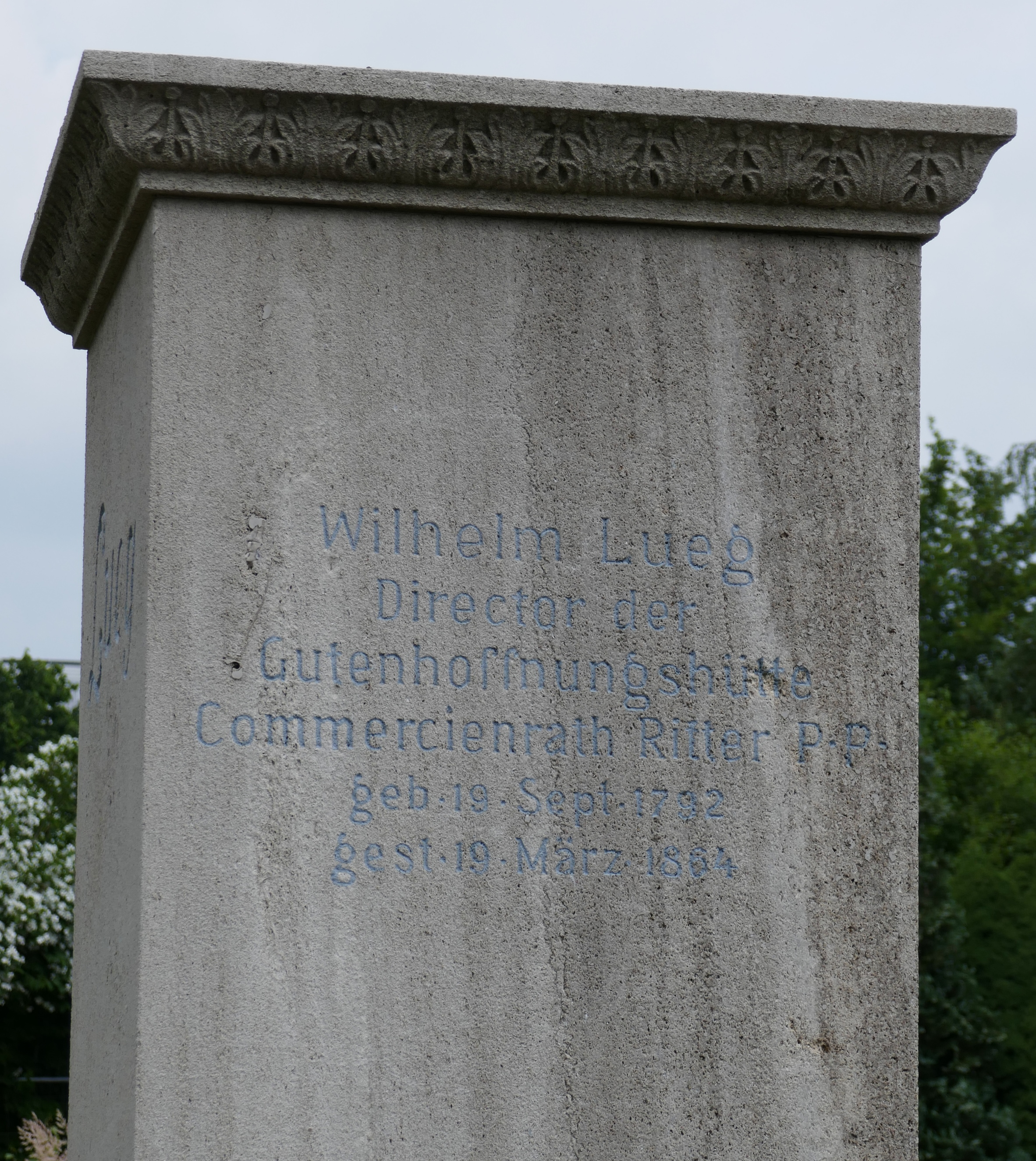
Grabmal für Wilhelm Lueg auf dem Friedhof in Sterkrade

Als Lueg 1864 starb, folgte ihm sein Sohn Carl Lueg auf diesem Posten; nach der Umbildung zur Aktiengesellschaft wurde er 1873 erster Vorstandsvorsitzender der GHH.
Wilhelm Lueg ist auf dem evangelischen Friedhof in Sterkrade an der Steinbrinkstrasse beigesetzt.